# Округ Коријел (Тексас)
Округ Коријел (енгл. Coryell County) је округ у америчкој савезној држави Тексас. По попису из 2010. године број становника је 75.388.

## Демографија
Према попису становништва из 2010. у округу је живело 75.388 становника, што је 410 (0,5%) становника више него 2000. године.
| Група             | 2000.          | 2010.          |
| Белци             | 45.381 (60,5%) | 46.776 (62,0%) |
| Афроамериканци    | 16.344 (21,8%) | 11.943 (15,8%) |
| Азијати           | 1.313 (1,8%)   | 1.423 (1,9%)   |
| Хиспаноамериканци | 9.424 (12,6%)  | 11.973 (15,9%) |
| Укупно            | 74.978         | 75.388         |